# Tabaksbedrijf Van Der Cruyssen

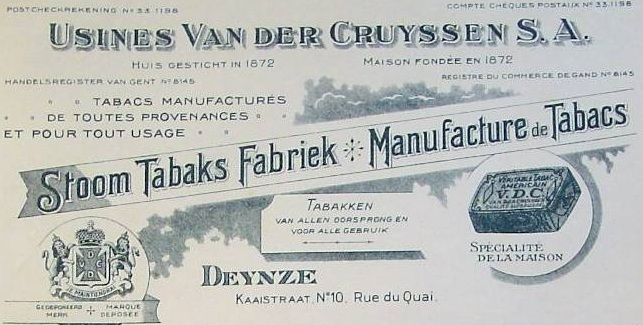
Briefhoofd van een factuur.

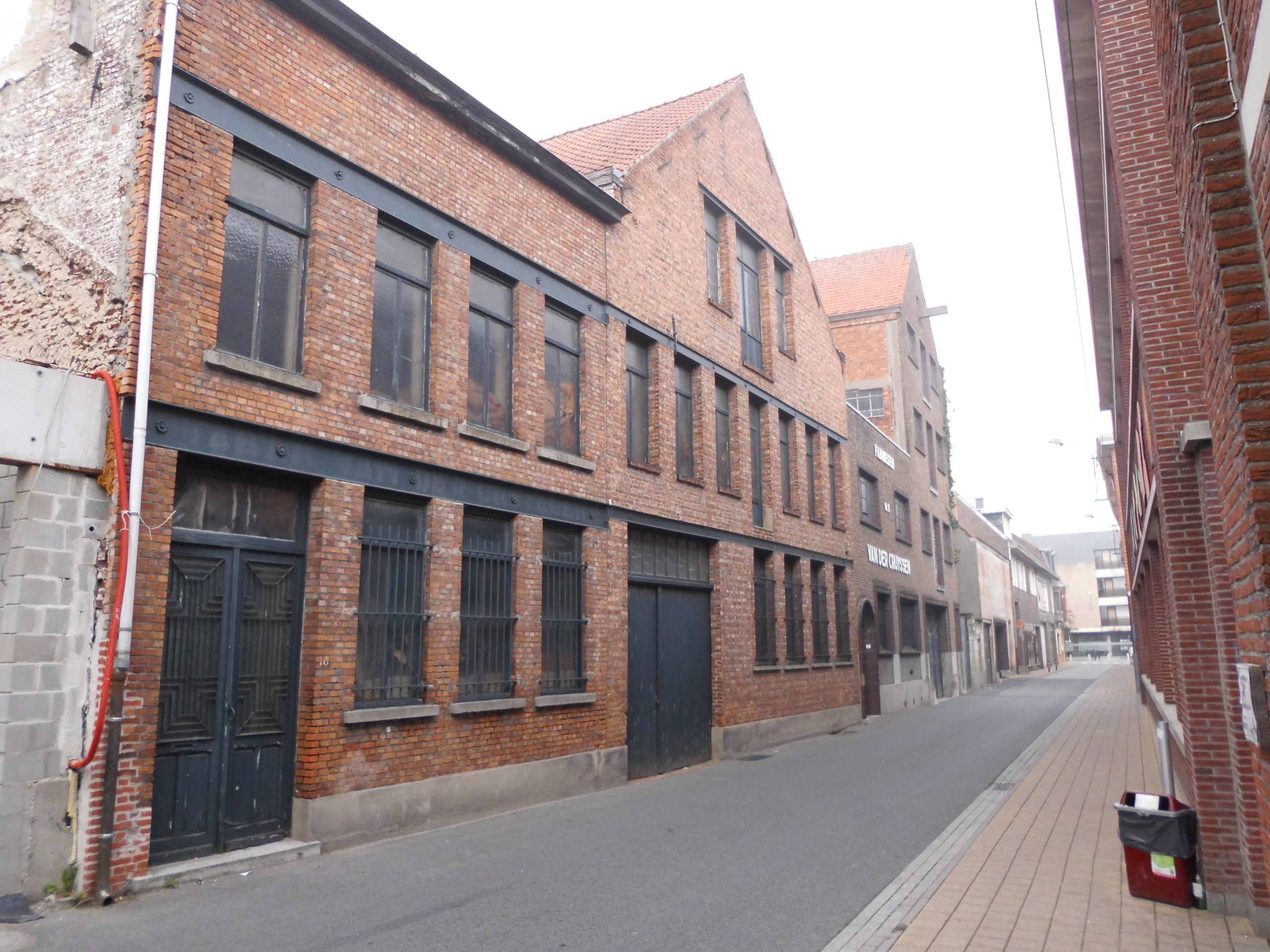
De bedrijfsgebouwen aan de Kaaistraat.

Tabaksbedrijf Van Der Cruyssen of Tabaksbedrijf VDC was een verwerker en producent van roltabak en snuiftabak gevestigd in de Belgische stad Deinze.

## Tabak
Van Der Cruyssen werd opgericht door de Nevelaar Pieter-Liévin Van Der Cruyssen (Nevele, 2 oktober 1838) die zich in 1872 vestigde in Deinze als herbergier en als verkoper van tabak. Van Der Cruyssen woonde achtereenvolgens op verschillende locaties op de Markt.
In 1911 kocht zoon René Van Der Cruyssen ten slotte de herberg "De Pluym" van Gustave Bollez, die rechts van het stadhuis stond. Hij liet de herberg afbreken en bouwde een nieuwe woning die hoger was dan het ernaast gelegen stadhuis. De tabakshandel kende succes zodat de bedrijfsgebouwen uitbreidden tot aan de achterliggende Kaaistraat en van aldaar bereikbaar waren. René (1876-1940) kwam tijdens de Tweede Wereldoorlog om het leven bij gevechten aan de Vaartbrug, alsook diens zoon Carlos (1909-1940). Later nam Carlos' zoon Pierre de zaak over.
De roltabak werd verkocht in verschillende varianten en smaken: Roisin, Best, Richmond, Select, Semois, Appelterre, Tabak 20, Tabac Américain, Pepermunt-Snuif en Prises de Carottes. Kort na de Tweede Wereldoorlog telde VDC enkele tientallen personen in hun personeelsbestand.
In 2009 werd - na 137 jaar bedrijvigheid en inzet van 5 generaties Van Der Cruyssen - beslist de activiteiten te stoppen. Meteen verdwijnt ook de laatste industriële bedrijvigheid uit het volle centrum van Deinze.
Van Der Cruyssen werd overgenomen door een bedrijf uit Geraardsbergen en noemt zich voortaan VDC & Bo Tobacco.